# Comuna Zatîșne, Krînîcikî
Zatîșne (în ucraineană Затишне) este o comună în raionul Krînîcikî, regiunea Dnipropetrovsk, Ucraina, formată din satele Luhove și Zatîșne (reședința).

## Demografie
Componența lingvistică a satului Zatîșne
     Ucraineană (93,94%)
     Rusă (4,98%)
     Alte limbi (0,85%)
Conform recensământului din 2001, majoritatea populației satului Zatîșne era vorbitoare de ucraineană (93,94%), existând în minoritate și vorbitori de rusă (4,98%).